# 루바-카탕가어
루바-카탕가어(Luba-Katanga)는 콩고 민주 공화국 남동부 지역의 루바족이 사용하는 반투어군 언어이다. 루바-샤바어(Luba-Shaba)나 키루바어(KiLuba)라고도 한다.
중앙아프리카에 약 300만 명의 화자가 있으며 특히 카탕가 지역에서 쓰인다. 같은 이름의 치루바어(TsiLuba)와는 상호 의사소통이 어렵다.